# کنیژیتسه (ناحیه ییهلاوا)
کنیژیتسه (به چکی: Kněžice) یک منطقهٔ مسکونی در جمهوری چک است که در ناحیه ییهلاوا واقع شده‌است. کنیژیتسه ۲۲٫۳۸ کیلومتر مربع مساحت و ۱٬۴۳۰ نفر جمعیت دارد و ۵۵۰ متر بالاتر از سطح دریا واقع شده‌است.